# 南城西塔墓
南城西塔墓，是一创建于明崇祯年间的老字号，位于中国山西省晋中市平遥县平遥古城古城南门外，塔圆形九层，高8米。塔座八角形，第四层雕八卦图。
1982年10月10日，南城西塔墓公布为平遥县文物保护单位。